# La luna e il lago
La luna e il lago è un film televisivo del 2006 diretto da Andrea Porporati.

## Trama
Andrea è un ragazzo di 10 anni che trascorre sulla Sila una breve vacanza di Ognissanti con la sorella Rossana e la madre Elsa, appena separata dal marito. Immerso nella natura, conosce Luca, figlio di un uomo potente e vedovo chiamato Don Antonio. I due instaurano una forte amicizia, preceduta tuttavia da una lite, ma sono sopraffatti dai dolori che le loro famiglie riversano, soprattutto Luca che vive in un ambiente fatto di violenze e corruzione dovute al passato mafioso del padre e in cui è coinvolto anche il fratello Saro.
Dopo la notte di Halloween, in cui quest'ultimo si è innamorato di Rossana, Andrea e Luca assistono all'uccisione di Saro in prossimità di una diga. Luca non vuole più vivere con il padre e, con l'aiuto di Elsa, convincono Don Antonio, che si appresta a lasciare la casa, a farlo rimanere con loro affinché possa vivere in un luogo sicuro.

## Produzione
Un personaggio molto importante nella storia è il Boscaiolo d'Italia, personaggio rappresentato dall'attore Antonio Gigliotti (attore generico).